# Kinga Woźniak
Kinga Mirosława Woźniak, po mężu Demczur (ur. 29 lipca 1994 w Poznaniu) – polska koszykarka grająca na pozycji rozgrywającej, obecnie zawodniczka ENEI AZS Politechniki Poznań.
Od czerwca 2018 jest żoną zawodnika mieszanych sztuk walki - Łukasza Demczura.

## Osiągnięcia
Stan na 15 listopada 2021, na podstawie, o ile nie zaznaczono inaczej.
Klubowe
- Mistrzyni Polski juniorek:
  - starszych U–20 (2013)
  - U–18 (2012)
- Wicemistrzyni Polski juniorek starszych U–20 (2012)
- Brązowa medalistka mistrzostw:
  - I ligi (2013–2016)
  - Polski juniorek starszych (2014)

Indywidualne
- Zaliczona do I składu najlepszych zawodniczek:
  - I ligi grupy B (2017)[5]
  - mistrzostw Polski juniorek:
    - starszych U–20 (2012, 2014)
    - U–18 (2012)
- Liderka w skuteczności rzutów za 3 punkty I ligi (2017)

Reprezentacja
- Uczestniczka mistrzostw Europy:
  - U–20 (2013 – 12. miejsce, 2014 – 6. miejsce)
  - U–18 (2011 – 6. miejsce, 2012 – 14. miejsce)
  - U–16 (2009 – 10. miejsce, 2010 – 14. miejsce)